# Ctenus decorus
Ctenus decorus är en spindelart som först beskrevs av Carl Eduard Adolph Gerstäcker 1873.  Ctenus decorus ingår i släktet Ctenus och familjen Ctenidae. Inga underarter finns listade i Catalogue of Life.